# Patissa virginea
Patissa virginea là một loài bướm đêm trong họ Crambidae.